# بار جيورا (منظمة)

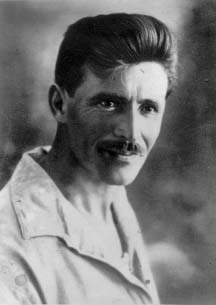
ألكسندر زيد، مؤسس منظمة بارجيورا، وهاشومير

بارجيورا (بالإنجليزية: Bar giora)‏ (بالعبرية: בר גיורא‏): هي منظمة عسكرية صهيونية سرية، وقد أسسها عدد من المستوطنين الأوائل في فلسطين عام 1907. كانت وظيفة المنظمة هو حراسة المستعمرات الصهيونية في الجليل الأعلى، وقد استمرت في العمل حتى عام 1909؛ حيث تم حل المنظمة، ودمج أعضائها في منظمة هاشومير.

## أصل الاسم
يعود أصل اسم المنظمة إلى شمعون بارجيورا، وهو قائد يهودي قام بتمرد ضد الرومان في فلسطين بين عامي 66، و77. 